# Cephalodella hollowdayi
Cephalodella hollowdayi is een raderdiertjessoort uit de familie Notommatidae. De wetenschappelijke naam van deze soort is voor het eerst geldig gepubliceerd in 1986 door Koste.